# 武昌火车站 (武汉地铁)
武昌火车站位于中华人民共和国湖北省武汉市武昌区，是武汉地铁4号线、7号线的地铁换乘站。

## 車站结构
轨道交通4、7号线于武昌站西广场设站，轨道交通11、12号线于武昌站东广场设站。其中4、7号线车站通道换乘，11、12号线车站通道换乘，形成四线两两换乘格局。武昌站东、西广场目前被国铁站场分隔，同时也阻隔了轨道交通4、7号线与轨道交通11、12号线的站内换乘路径。近期换乘可通过东、西广场既有的社会联络通道进行站外换乘。远期武昌火车站周边整体规划如有调整，将结合规划情况，考虑改造国铁站场地下空间，将4、7号线与11、12号线车站地下连通，实现站内换乘。为方便来往本站与武昌站东广场站，2025年7月31日，两站之间开通虚拟换乘，可持同一单程票、储值卡或乘车码在30分钟内出站前往另一站进站连续计费。

### 楼层分布
| 地面      |                                         | 地鐵出入口、武昌站                                            |  |
| 地下 一層 | 4號線 站廳層                            | 售票機、客服中心、武漢通充值、洗手間、7號線換乘通道、出租車站 |  |
| 地下 二層 | 7號線 站廳層                            | 售票機、客服中心、武漢通充值、洗手間（付费区）、4號線換乘通道 |  |
| 地下 二層 | █ 4号线列車往柏林（首義路站）           |                                                               |  |
| 地下 二層 | 岛式月台，左邊車門將會開啟              |                                                               |  |
| 地下 二層 | █ 4号线列車往武漢火車站（梅苑小區站）   |                                                               |  |
| 地下 三層 |                                         | █ 7号线列車往園博園北（小東門站）                             |  |
| 地下 三層 | 岛式月台，左邊車門將會開啟              |                                                               |  |
| 地下 三層 | █ 7号线列車往青龍山地鐵小鎮（瑞安街站） |                                                               |  |

### 特色装修
4号线武昌火车站的特色装修主题为《楚汉星河》，反映火车站本身的楚风设计。

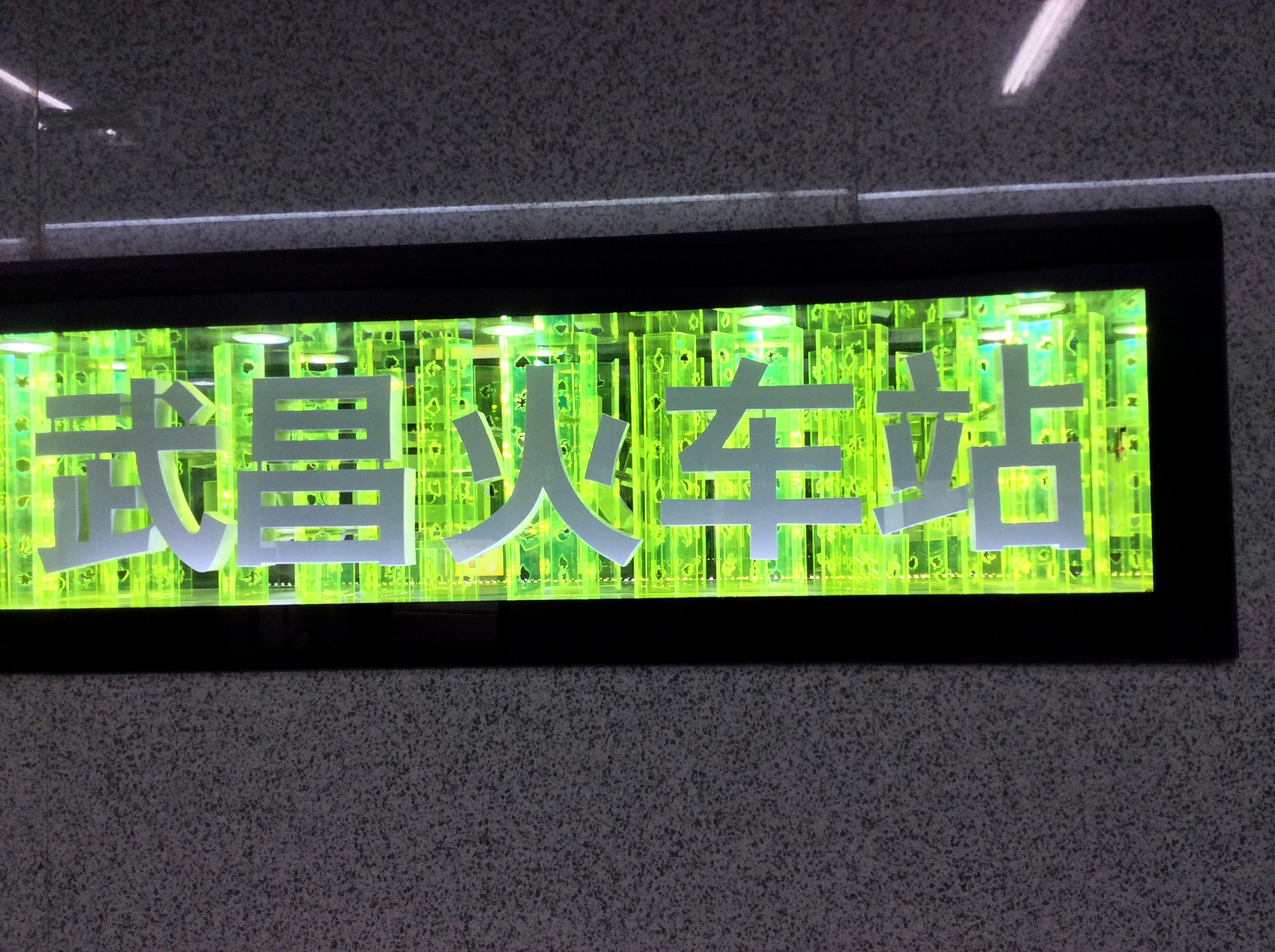
4號線立体字
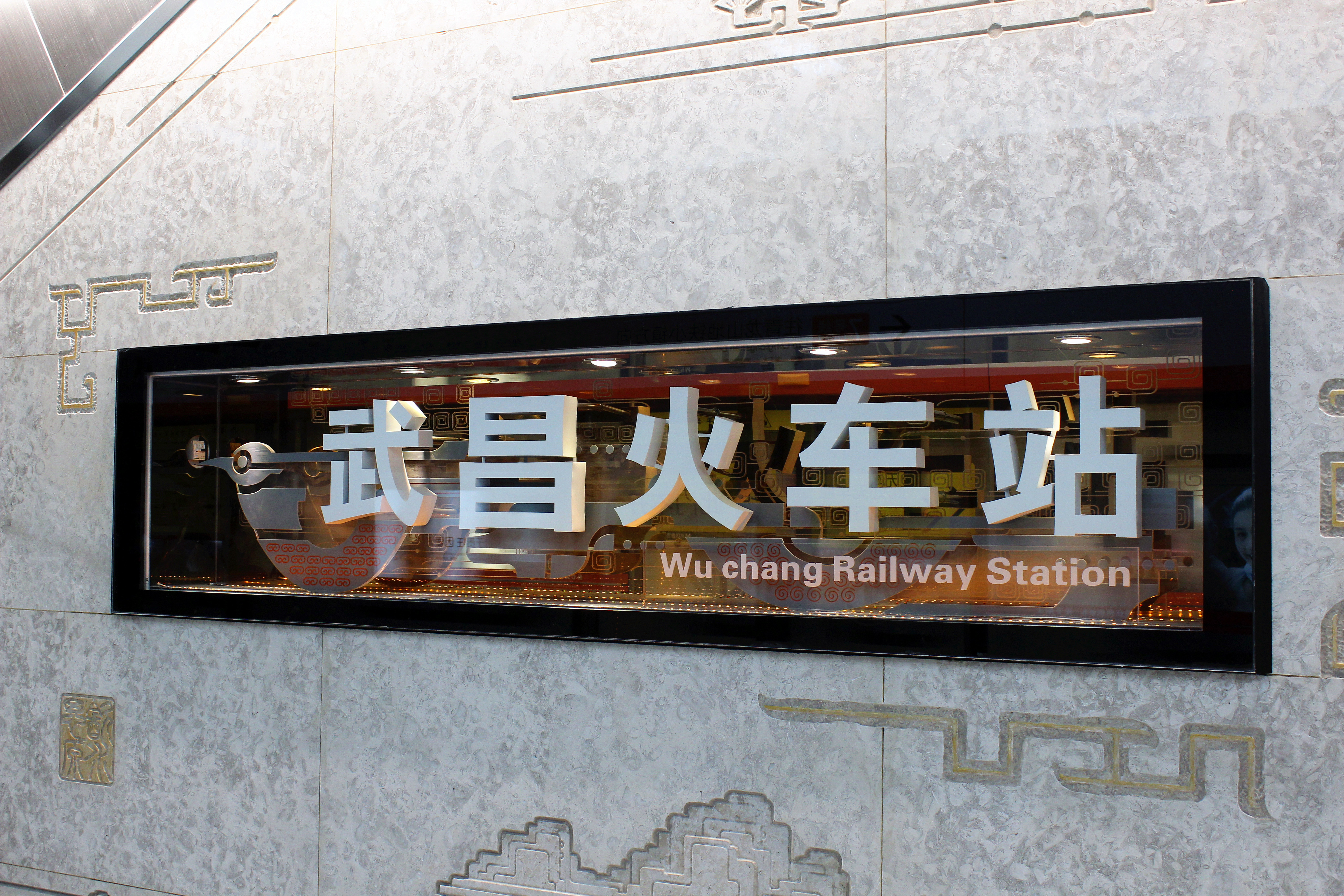
7號線立体字
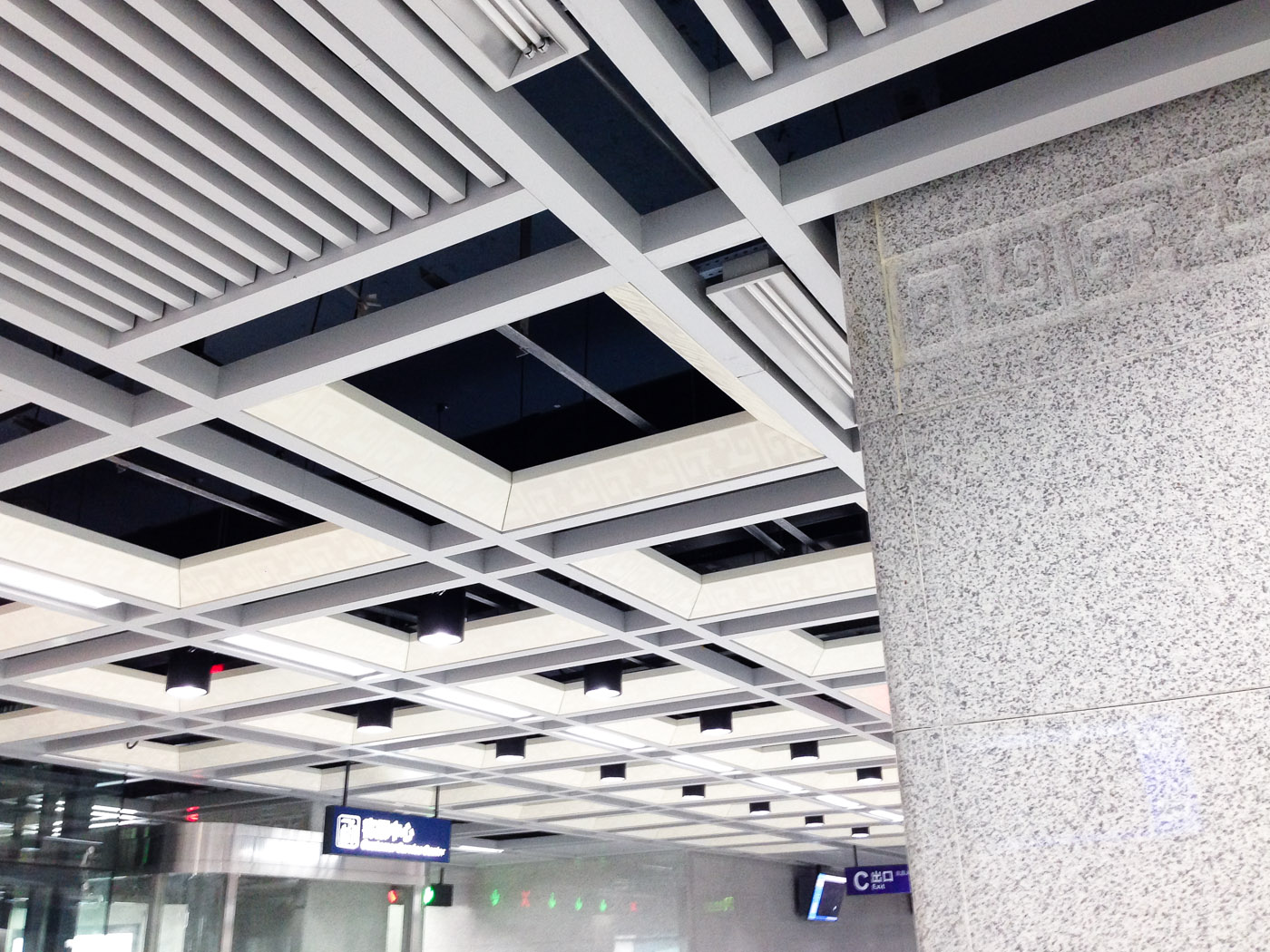
吊顶图案
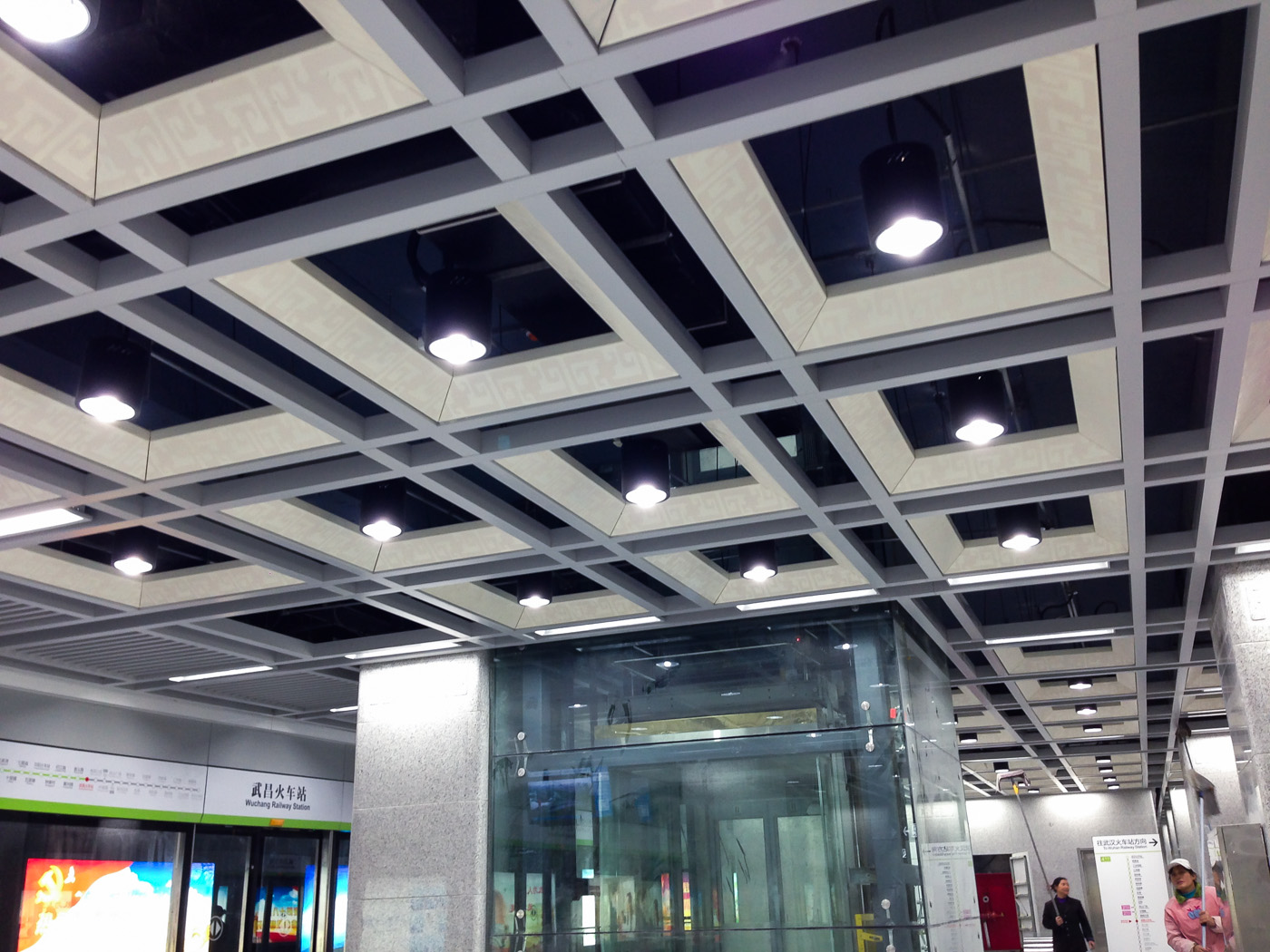
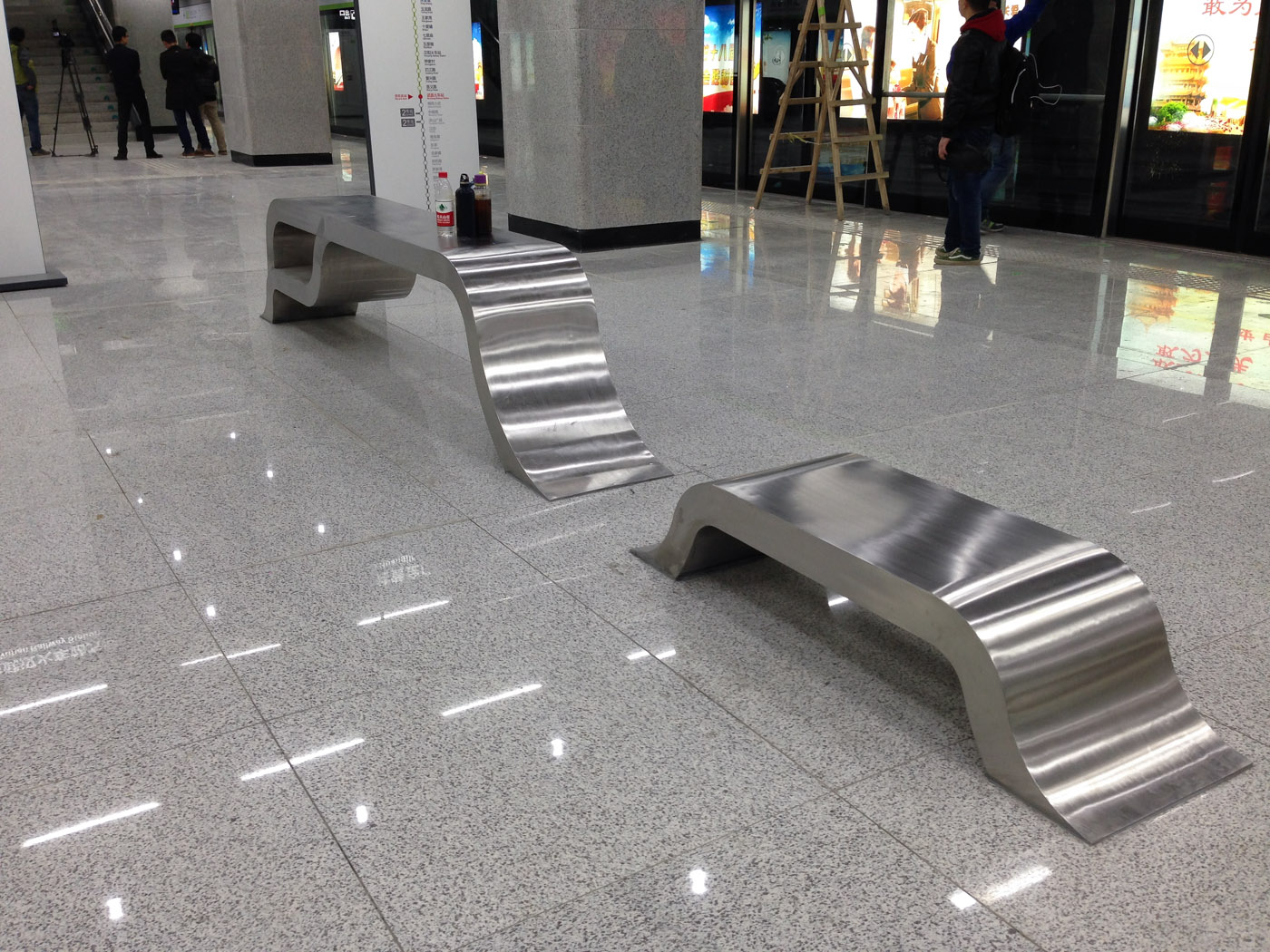
座椅
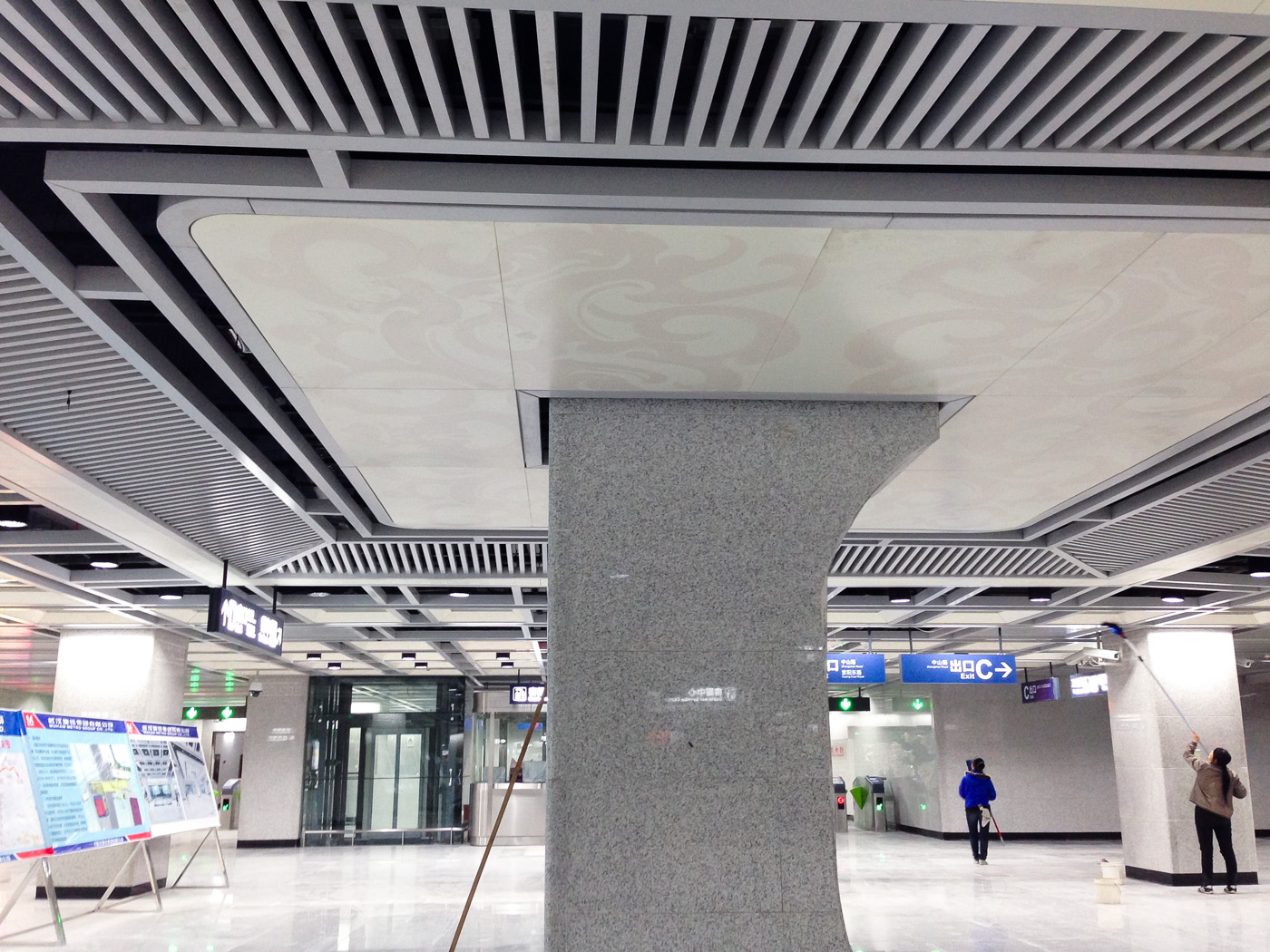
立柱
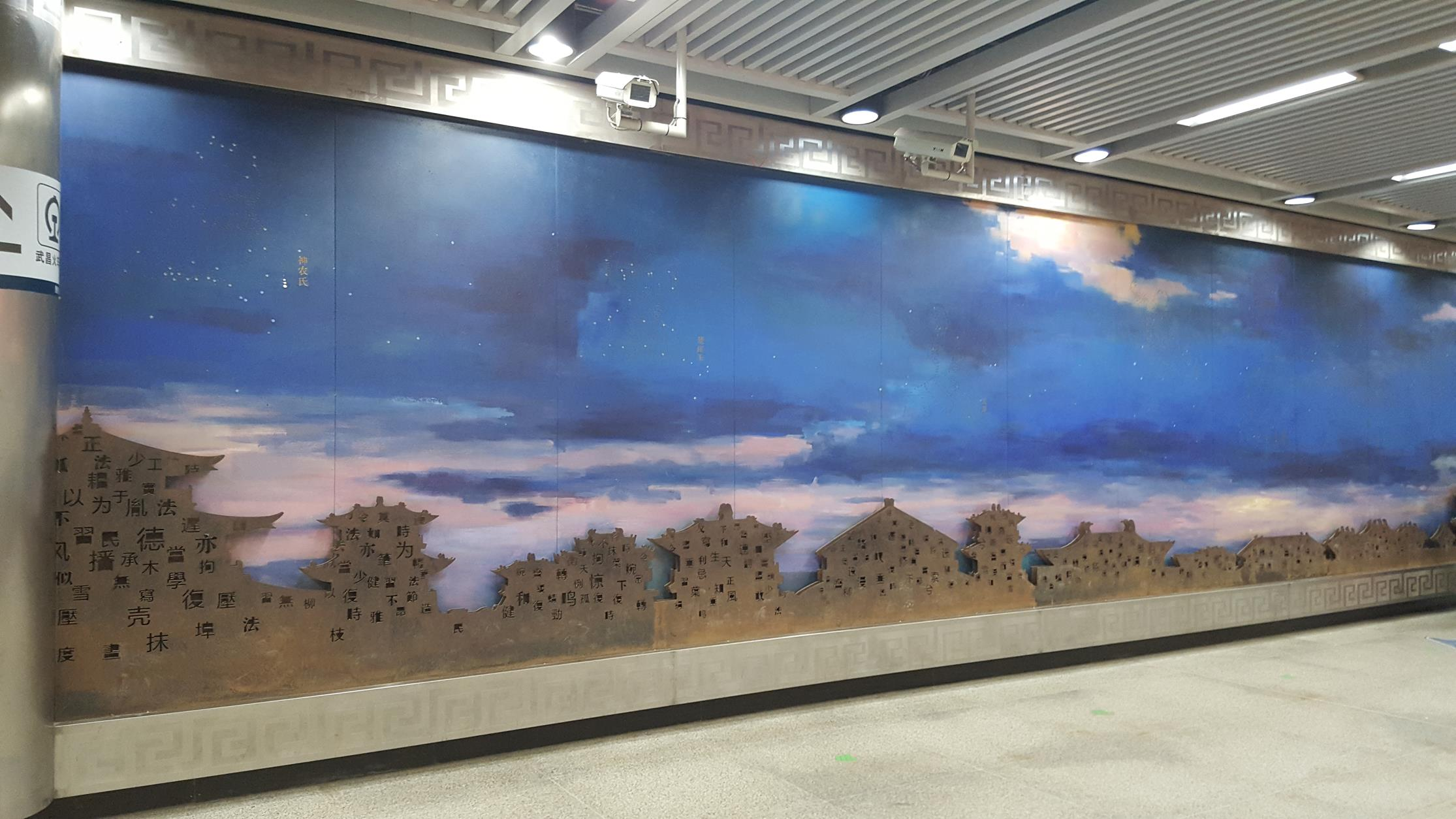
車站藝術牆

### 車站出口
|                                                 |      |                                           | |
|                                                 |      |                                           | |
| 出口編號                                        | 設施 | 照片                                      | 建議前往的目的地                                                                                     |
| A                                               |      |                                           | 中山路 張之洞路、中船重工第七一九研究所、航海汽车客运站、武昌區中山路小學、 中南財經政法大學首義校區 |
| B                                               |      |                                           | 武昌站西廣場                                                                                         |
| C                                               |      |                                           | 中山路 武昌站西广场、公交枢纽站                                                                      |
| D                                               |      |                                           | 中山路 紫陽東路、宏基汽车客运站、湖北省道路安全協會、萬金國際廣場                                    |
| E                                               |      |                                           | 中山路 紫陽東路、萬金國際廣場                                                                        |
| F                                               |      |                                           | 中山路 紫陽東路、宏基客運站、武漢鐵路大東門住宅小區                                                  |
| G₁                                              |      |                                           | 中山路 千家街、千家街社區、武昌區千家街小學、千家鑫苑、育才嘉苑                                      |
| G₂                                              |      | 中山路 千家街、張之洞路、中南財經政法大學 | |
| H                                               |      |                                           | 中山路 千家街、張之洞路、湖北省省直機關第一幼兒園、武昌區中山路小學、欣隆紫陽苑                      |
| 注： 設有升降機 \| 設有輪椅升降台 \| 設有洗手間 |      |                                           | |

## 运营信息
- 4号线首末班车时间
- 7号线首末班车时间

## 邻近地区
武昌站西广场、航海汽车客运站、宏基汽车客运站、武昌火车站公交枢纽、万金国际广场等。

### 内部链接
- 武汉地铁车站列表